# The Whole World Is Watching
"The Whole World Is Watching" é o quarto episódio da minissérie da televisão americana The Falcon and the Winter Soldier, baseada na Marvel Comics com os personagens Sam Wilson / Falcon e Bucky Barnes / Winter Soldier. A dupla segue enquanto eles continuam a trabalhar relutantemente com Helmut Zemo para localizar e parar os Esmagadores de Bandeiras. O episódio se passa no Univervo Cinematográfico Marvel (MCU), dando continuidade aos filmes da franquia. Foi escrito por Derek Kolstad e dirigido por Kari Skogland.
Anthony Mackie e Sebastian Stan reprisam seus respectivos papéis como Sam Wilson e Bucky Barnes da série de filmes, estrelando ao lado de Emily VanCamp, Wyatt Russell, Erin Kellyman, Florence Kasumba, Adepero Oduye e Daniel Brühl como Zemo. Skogland se juntou à série em maio de 2019, com Kolstad contratado em julho. O episódio explora a moral complexa de John Walker / Capitão América (Russell) e o retrata assassinando publicamente um homem desarmado, o que reconhece a brutalidade policial nos Estados Unidos. As filmagens aconteceram no Pinewood Atlanta Studios, com filmagens na área metropolitana de Atlanta e em Praga.
"The Whole World Is Watching" foi lançado no Disney+ em 9 de abril de 2021. Os críticos elogiaram o tom mais sombrio do episódio, e sua representação de Walker levou à discussão de comentaristas devido às suas ações violentas como Capitão América.

## Enredo
Bucky Barnes é confrontado por Ayo da Dora Milaje, que veio atrás de Helmut Zemo, o terrorista que matou seu rei T'Chaka. Enquanto Barnes tirava Zemo da prisão para ajudá-lo a encontrar o grupo terrorista, os Flag Smashers, Ayo dá a Barnes oito horas para usar Zemo antes que os Wakandans venham buscá-lo. Barnes, Zemo e Sam Wilson investigam um campo na Letônia onde simpatizantes do Flag Smasher estão abrigando e ensinando pessoas que foram deslocadas quando metade de toda a vida voltou do Blip.
Zemo descobre onde está sendo realizado um serviço memorial para Donya Madani, a mãe adotiva do líder dos Esmagadores de Bandeiras, Karli Morgenthau. Ele, Wilson e Barnes são confrontados por John Walker / Capitão América e seu parceiro Lemar Hoskins, que Wilson convence a deixá-lo falar com Morgenthau sozinho. Wilson tenta persuadi-la a mudar seus métodos violentos, mas é interrompido por um Walker impaciente, levando a uma briga. Zemo atira em Morgenthau, fazendo com que ela derrube frascos de Super Soldier Serum, que ele começa a quebrar. Walker para Zemo e recupera um único frasco restante enquanto Morgenthau escapa.
Ayo e a Dora Milaje vêm buscar Zemo, mas Walker se recusa a entregá-lo. Na luta que se segue, Walker é humilhado enquanto Zemo foge. Walker mais tarde discute o Super Soldier Serum com Hoskins, que sugere que Walker sempre tomará a decisão certa e seria capaz de salvar vidas se ele a tivesse tomado. Morgenthau planeja dividir o grupo e ameaça a irmã de Wilson, Sarah, e sua família para atrair ele e Barnes para uma reunião. Enquanto isso, Walker e Hoskins atacam outros Flag Smashers. Wilson e Barnes correm para encontrá-los, levando a outra luta em que Wilson percebe que Walker tomou o soro.
Morgenthau segue Wilson e Barnes e se junta à luta, matando acidentalmente Hoskins. Enfurecido com a morte de seu amigo, Walker persegue um dos Esmagadores de Bandeira, Nico, e usa o escudo do Capitão América para matá-lo. Com o sangue de Nico no escudo, Walker percebe que está cercado por espectadores horrorizados que filmaram suas ações.

## Produção

### Desenvolvimento
Em outubro de 2018, a Marvel Studios estava desenvolvendo uma série limitada estrelada pelos filmes Sam Wilson / Falcon de Anthony Mackie e Bucky Barnes / Winter Soldier dos filmes Marvel Cinematic Universe (MCU) de Sebastian Stan, que foi oficialmente anunciado como O Falcão e o Soldado Invernal em abril de 2019. Kari Skogland foi contratada para dirigir a minissérie um mês depois. Derek Kolstad juntou-se à equipe de escritores da série em julho de 2019, e revelou em março de 2021 que havia escrito o quarto episódio da série. O episódio é intitulado "The Whole World Is Watching", que é uma referência à frase entoada por manifestantes anti-Guerra do Vietnã na Convenção Nacional Democrata de 1968. Skogland e o roteirista principal Malcolm Spellman são produtores executivos ao lado de Kevin Feige, Louis D'Esposito, Victoria Alonso, e Nate Moore da Marvel Studios. "The Whole World Is Watching" foi lançado no Disney+ em 9 de abril de 2021.

### Roteiro
O flashback de Wakanda teve "muito pensamento", já que Spellman sabia que o momento estava "pelo menos 80 anos em formação para o personagem" e a "gravidade" precisava ser sentida. O episódio discute um pouco do PTSD que sofre de John Walker / Capitão América, com o ator Wyatt Russell explicando que as circunstâncias em torno das Medalhas de Honra do personagem representam um fracasso para ele e suas tentativas de corrigir esses erros estão piorando as coisas. Russell discutiu o personagem com um dos treinadores da série que era um ex-fuzileiro naval e sugeriu que Russell ouvisse uma entrevista com o fuzileiro naval Dakota Meyer, ganhador da Medalha de Honra, como pesquisa para o personagem. Russell sentiu que Walker era o tipo de personagem necessário ao lutar uma guerra, mas às vezes pode "exagerar", que é como ele descreveu a morte de Nico por Walker no final do episódio. Ele acrescentou que Nico "não merecia ser morto por um escudo. Mas ele é um cara mau." Russell também comparou o personagem a um "policial excessivamente zeloso" que usa "força excessiva para conseguir o que deseja", o que não é aceitável na sociedade moderna, referindo-se à brutalidade policial nos Estados Unidos. Russell disse que o governo dos EUA era a família de Walker, e eles o treinaram para ser um assassino por causa de sua formação militar, então há uma qualidade robótica em Walker quando ele mata Nico porque ele está apenas fazendo seu trabalho sem pensar nas implicações morais.
Discutindo o simbolismo da cena final do episódio, Moore disse que os personagens da série estavam todos tentando chegar a um acordo com a diferença entre a realidade e os ideais, e o escudo do Capitão América representa alguns desses ideais, já que anteriormente pertencia a Steve Rogers, que representava o fazer a coisa certa. Moore sentiu que ver o escudo coberto de sangue foi inerentemente impactante devido ao sangue cobrindo um símbolo desses ideais, e notou que os fãs tiveram uma reação visceral quando o episódio foi lançado. Ele também disse que uma ideia central da série era explorar o que significa ser americano e patriota, especialmente da perspectiva de Wilson, e sentiu que, para fazer isso honestamente, eles não poderiam ignorar a imagem de um símbolo americano sendo usado para matar um homem desarmado. Spellman sentiu que essa era uma conclusão inevitável para a série traçar e não fora de qualquer agenda, sentindo que a série teria sido criticada se tentasse evitar tópicos tão difíceis. Mackie reconheceu que o escudo foi usado como uma arma na MCU antes, mas nunca de uma forma pública e não heróica como esta, e ele disse que o uso de sangue adiciona efeito à cena, já que filmes MCU anteriores raramente mostram sangue durante a ação cenas. A atriz Adepero Oduye acrescentou que "às vezes as pessoas precisam ver sangue para que fique real" e sentiu que a cena era o ponto em que as pessoas não podiam mais estar alheias à realidade.

### Escolha de elenco
O episódio é estrelado por Anthony Mackie como Sam Wilson, Sebastian Stan como Bucky Barnes, Emily VanCamp como Sharon Carter, Wyatt Russell como John Walker / Capitão América, Erin Kellyman como Karli Morgenthau, Florence Kasumba como Ayo, Adepero Oduye como Sarah Wilson e Daniel Brühl como Helmut Zemo. Também estão presentes Clé Bennett como Lemar Hoskins / Battlestar, Desmond Chiam, Dani Deetté e Indya Bussey como Flag Smashers Dovich, Gigi e DeeDee, respectivamente, Renes Rivera como Lennox, Tyler Dean Flores como Diego, Noah Mills como Nico, Janeshia Adams-Ginyard como Nomble, Zola Williams como Yama e Veronica Falcón como Donya Madani.

### Filmagens e efeitos visuais
As filmagens aconteceram no Pinewood Atlanta Studios em Atlanta, Geórgia, com a direção de Skogland,  e PJ Dillon atuando como diretor de fotografia. As filmagens em locações aconteceram na área metropolitana de Atlanta e em Praga. Os efeitos visuais para o episódio foram criados por Tippett Studio, QPPE, Rodeo FX, Crafty Apes, Cantina Creative e Digital Frontier FX.

## Marketing
Em 19 de março de 2021, a Marvel anunciou uma série de cartazes criados por vários artistas para corresponder aos episódios da série. Os pôsteres lançados semanalmente antes de cada episódio, com o quarto pôster revelado em 8 de abril, desenhado por Tracie Ching. Após o lançamento do episódio, a Marvel anunciou mercadorias inspiradas no episódio como parte de sua promoção semanal "Marvel Must Haves" para cada episódio da série, incluindo roupas e acessórios.

## Recepção

### Visualização do público
A Nielsen Media Research, que mede o número de minutos assistidos pelo público dos Estados Unidos em aparelhos de televisão, listou The Falcon e o Winter Soldier como a segunda série original mais assistida em serviços de streaming na semana de 5 a 11 de abril de 2021. Entre os quatro primeiros episódios, que estavam disponíveis na época, a série teve 748 milhões de minutos assistidos.

### Resposta crítica
A agregador de críticas site Rotten Tomatoes reportou um índice de aprovação de 91% com uma pontuação média de 7,79 / 10 com base em 33 avaliações. O consenso crítico do site diz: "Um capítulo mais sombrio que oferece toneladas de desenvolvimento de personagens, 'The World is Watching' prepara o palco para uma reta final épica - embora potencialmente lotada."
Dando ao episódio uma nota 9 de 10, Matt Purslow do IGN considerou o episódio "o capítulo mais sombrio e sério da corrida até agora", elogiando seu foco em questões da série e como isso permitiu uma exploração mais profunda das motivações dos personagens como Walker e Morgenthau. Ele criticou como a série estava lidando com a reação ao Blip, notadamente com a reação dos Flag Smashers ao GRC e a aparência "um tanto incomplex" da Dora Milaje, mas considerou a sequência de luta resultante com a Dora Milaje como notável por seu impacto psicológico em Walker. Purslow concluiu que, enquanto o episódio marcou um "desvio repentino do estilo de comédia camarada que os capítulos anteriores vinham construindo", o tom mais sombrio permitiu que contasse sua história com o "peso adequado que os temas do show exigem". Sulagna Misra no The AV Club, dando ao episódio um "A–", escreveu que "The Whole World Is Watching" voltou ao emocional através dos dois primeiros episódios. Ela elogiou a atuação de Russell no episódio, afirmando como ele foi capaz de encontrar "um equilíbrio incrível entre as frustrações e medos de John", e destacou a aparição de Dora Milaje e o design de produção do funeral de Donya Madani. Alan Sepinwall, da Rolling Stone acredita que Stan teve fortes momentos de atuação no flashback de abertura de Wakanda, chamando seu retrato das emoções de Barnes de "tão palpável". Além disso, ele sentiu que a foto da Dora Milaje segurando o escudo do Capitão América estava "entre as imagens mais memoráveis que este show nos deu", apesar de durar apenas alguns segundos.
Christian Holub da Entertainment Weekly deu ao episódio um "B" e acreditou que Zemo discutir com Wilson e Barnes sobre aqueles que buscam superpoderes foi uma "conversa fascinante", com a luta entre Dora Milaje e John Walker sendo sua cena favorita. Brian Tallerico do Vulture deu ao episódio 4 de 5 estrelas, dizendo que estava criando uma história sobre "o que exatamente significa ser um herói em 2021" e sentiu que a série era "uma das produções mais moralmente complexas" do MCU. No entanto, ele criticou a morte de Lemar Hoskins, um negro, como um exemplo de atrevimento, uma vez que foi usado para promover o arco da história de John Walker. Escrevendo para a IndieWire, Leonardo Adrian Garcia foi menos positivo sobre o episódio, dando-lhe um "C +". Ele achou que era menos excitante do que os episódios anteriores devido ao foco em Morgenthau e Walker, e sentiu que seu ritmo era "estranhamente lento". Em particular, ele chamou o foco em John Walker de um "trabalho duro", acrescentando que tudo com o personagem "sai como uma nota". Garcia esperava que os dois episódios finais veriam a série retornar ao seu formato de policial camarada, ser "repleta de ação" e amarrar os fios da trama. No entanto, Garcia gostou da abertura de Wakanda e da aparência de Dora Milaje, dizendo que, como WandaVision, a série estava "entregando as frentes de luto e trauma".